# Будинок Санта Марія
 Будинок Санта Марія (порт., Casa de Santa Maria, «Будинок Святої Марії») колись був розкішною приватною резиденцією в Кашкайші, округ Лісабонс, Португалія.
Муніципалітет Кашкайшу придбав його у жовтні 2004 року і перетворив у музей. Будинок поєднує в собі кілька різних архітектурних стилів та впливів.

## Історія

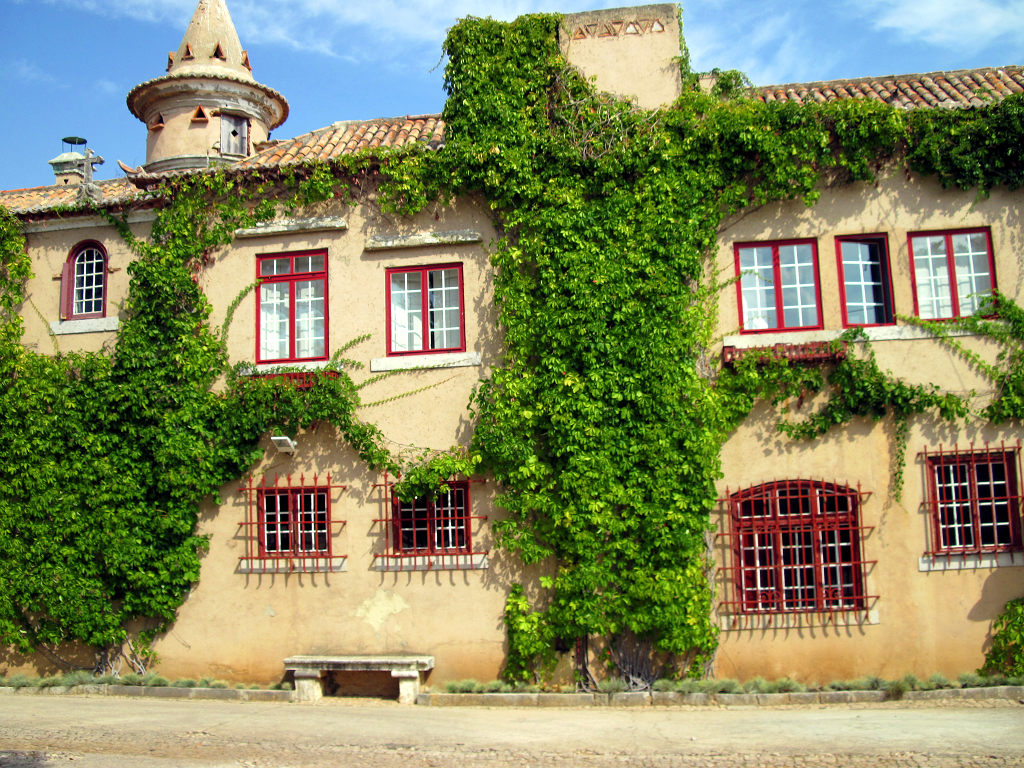
Вид передньої частини будинку

Наприкінці XIX століття Хорхе О'Нейл, аристократ, пов'язаний з тютюновою промисловістю, придбав землю поблизу району Санта Марта в Кашкайші. Спочатку він побудував палац, який зараз є музеєм Кондеш де Кастру Гуімараєш, і трохи пізніше замовив Будинок Санта Марія як подарунок на весілля своїй дочці. У 1902 р. будинок спроєктував архітектор Рауль Ліну, який на той час вже спроєктував декілька будинків в Кашкайші для своїх друзів. У випадку з Санта Марією його попросили нехтувати популярними стилями того часу і проєктувати будинок, використовуючи лише португальські матеріали. На дизайн дуже вплинув мавританський стиль, особливо це помітно всередині будівлі, де арки у формі підків з'єднують центральні приміщення.
Близько 1914 року майно було продано інженеру Жозе Ліну Молодшому, старшому брату архітектора Раула Ліну.
Жозе, колекціонер і любитель мистецтва, придбав зі старої каплиці у Фрієлаші, набір кахлів азулєжу XVII століття та дерев'яну стелю, розписану маслом Антоніу де Олівейрою Бернардшем. Також він розширив будівлю, ці роботи також проєктував Раул Ліну.
У 1934 році будинок придбала родина Ешпіріту Санту, яка приймала відомих відвідувачів, таких як Шарлотта, Велика герцогиня Люксембурзька, король Італії Умберто II, герцоги Віндзорські. Серед інших відвідувачів будинку був колишній президент США Річард Ніксон.

## Музей
Зараз будинок можна відвідувати з вівторка по неділю. Музей містить багату колекцію азулєжу та живопису, насамперед з періоду португальського бароко. На першому поверсі стіни кімнат покриті поліхромними синіми та жовтими пофарбованими кахлями, родом із монастиря Марвіла в Лісабоні. На першому поверсі в Каплиці — азулєжу зі сценами з життя Діви Марії, створені в Талавері, Іспанія, наприкінці XVI століття. Квіткові мотиви, зображені на стелі, — Рауль Ліну. Поруч — Великий зал з пофарбованою стелею та облицьованими плиткою стінами. У підвалі розміщені авангардні пофарбовані плитки приблизно з 1920 року, також розроблені архітектором Раулем Ліну.